# Nhà thờ Các Thánh ở Tvrdošín
Nhà thờ Các Thánh ở Tvrdošín là một nhà thờ giáo hội Công giáo Rôma nằm ở thị trấn Tvrdošín, Žilina, Slovakia.

## Lịch sử
Nhà thờ được xây dựng vào thế kỷ 15 mang kiến trúc Gothic, một số nguồn cho rằng niên đại xây dựng vào khoảng cuối thế kỷ 14. Nó được xây dựng lại theo phong cách Phục Hưng vào thế kỷ 17. Nó là di tích kiến trúc lâu đời nhất được bảo tồn trong thị trấn. Bên trong nhà thờ là một bệ thờ Baroque thế kỷ 17, một bục giảng kinh có niên đại từ năm 1654, cùng với các bức vẽ các nhà truyền giáo, bức tranh về các tông đồ, bức tranh của Thánh George và các bức họa khác.
Năm 1963, nó được xếp hạng là một di tích quốc gia của Tiệp Khắc. Đến năm 1993, nhà thờ được tu bổ và trùng tu. Năm 2008, nhà thờ được UNESCO công nhận là Di sản thế giới như là một phần của "Các nhà thờ gỗ tại Vùng núi Karpat thuộc Slovakia".